# George Johan II van Palts-Lützelstein
George Johan II (24 juni 1586, Lützelstein – 29 september 1654), uit het Huis Palts-Veldenz, was heer van Guttenberg en graaf van Graafschap Lützelstein. George Johan II was de vierde zoon van George Johan I van Palts-Veldenz en Anna Maria van Zweden. Na de dood van zijn vader in 1592 erfde Lodewijk Filips samen met zijn oudere broer Lodewijk Filips de heerlijkheid Guttenberg. Tot 1595 voerden zijn moeder en zijn oudste broer George Gustaaf het bewind over zijn gebieden.
De heerlijkheid Guttenberg was een condominium: het bestuur werd gedeeld tussen het Huis Palts-Veldenz en het Huis Palts-Zweibrücken. George Johan II bestuurde Guttenberg dus niet alleen samen met zijn oudere broer, maar ook met de hertog van Palts-Zweibrücken. In 1601 overleed zijn oudere broer Lodewijk Filips aan de gevolgen van een ongeluk bij een riddertoernooi in Heidelberg, zodat George Johan II het volledige Veldenze aandeel van Guttenberg erfde.
In 1611 erfde George Johan II het graafschap Lützelstein van zijn oudere broer Johan August, die kinderloos was overleden.
George Johan II overleed in 1654 zonder overlevende kinderen na te laten. Zijn gebieden vielen aan zijn neef Leopold Lodewijk, die zo alle territoria van het Huis Palts-Veldenz in en hand verenigde.

## Huwelijk en kinderen
George Johan II trouwde in 1613 met Susanna (1591–1667), een dochter van Otto Hendrik van Palts-Sulzbach. Ze kregen vier kinderen, maar alleen George Otto werd ouder dan een jaar:
- George Otto (1614–1635)
- Anna Maria (1616)
- Johan Frederik (1617–1618)
- Filips Lodewijk (1619–1620)